# Aerobiz
Aerobiz — компьютерная игра в жанре экономического симулятора, выпущенная японской фирмой Koei в 1992 году.

## Игровой процесс
В качестве директора авиакомпании игрок должен вывести её в лидеры на мировом рынке пассажирских перевозок. У неё есть три авиакомпании-конкурента, которыми могут управлять другие игроки или компьютер. Для победы необходимо достичь трёх целей:
- Открыть авиалинии во все города мира, представленные в игре;
- Ежеквартально перевозить от 2,5 до 4,5 млн пассажиров (в зависимости от выбранного уровня сложности);
- Авиакомпания должна получать прибыль.

Основу игрового процесса составляет открытие новых авиалиний. Сначала игрок покупает самолёты, имеющие достаточную дальность полёта для данной линии. В аэропорту отправления и аэропорту прибытия должны быть свободные слоты. Процедура открытия авиалинии заключается в выборе типа и количества самолётов, которые будут её обслуживать, определении количества рейсов в неделю и цены билета. Если случится так, что конкурирующая авиакомпания уже имеет (или открывает в дальнейшем) свою линию между выбранными городами, то на ней начинается прямая конкуренция, результаты которой показываются игроку после каждого хода. Открывать новые линии можно из любого города, где есть хаб авиакомпании — для этого требуется построить специальное здание. Помимо открытия новых авиалиний можно также строить отели в разных городах, организовывать рекламные кампании, инвестировать средства в чартерные авиакомпании.
Важной частью игры являются аэропорты и города. Каждый город имеет определённое население, экономический и туристический показатель, которые влияют на пассажирский трафик и со временем меняются — их можно посмотреть на глобальной карте. Аэропорт каждого города имеет определённое количество взлётно-посадочных слотов. Один слот — это один зарезервированный рейс в неделю. Если все слоты аэропорта раскуплены (а покупает их не только игрок, но и конкурирующие авиакомпании под управлением компьютера), то начинается его расширение. После того, как расширение закончено (оно визуально отображается на экране города — в аэропорту появляются новые взлётно-посадочные полосы), в аэропорту вновь появляются свободные слоты. В разных городах слоты имеют разную цену, причём со временем она растёт. Покупкой слотов занимаются специальные помощники, находящиеся в распоряжении игрока. В зависимости от города переговоры о покупке могут быть быстрыми или медленными, от одного до нескольких ходов. Скорость переговоров может увеличиться, если отправить в один город сразу двух помощников, однако следует учитывать, что всего их у игрока трое.
Есть два игровых сценария, первый из них происходит в 1963—1995 годах, второй — в 1983—2015 годах. Второй сценарий предоставляет гораздо больший выбор самолётов, чем первый (в 1963 году доступны всего три типа самолётов, в том числе два западных и один советский). Также в начале игры выбирается город, в котором будет находиться главный офис авиакомпании. Некоторые города удобнее других в плане географического расположения, кроме того, от выбора города зависит стартовый капитал и авиапарк; например, у авиакомпании из Лос-Анджелеса в начале игры будет больше денег и современных самолётов, чем у авиакомпании из Каира. Всего в игре представлены 22 города:
| - Буэнос-Айрес (Аргентина) - Ванкувер (Канада) - Гонконг (Китай, до 1997 года — под управлением Великобритании) - Гонолулу (Гавайи, США) - Дели (Индия) - Каир (Египет) - Лагос (Нигерия) - Лима (Перу) - Лондон (Великобритания) - Лос-Анджелес (США) - Мехико (Мексика) | - Москва (СССР/Россия) - Найроби (Кения) - Нью-Йорк (США) - Париж (Франция) - Пекин (Китай) - Рим (Италия) - Рио-де-Жанейро (Бразилия) - Сидней (Австралия) - Сингапур - Тегеран (Иран) - Токио (Япония) |

Игра ведётся в пошаговом режиме, каждый ход — это финансовый квартал (три месяца игрового времени). После того, как игрок завершил свой ход, ходят его конкуренты, а затем показывается статистика всех авиакомпаний за данный квартал — число перевезённых пассажиров, доходы и расходы. После первого квартала нового года (январь—март) показываются результаты за прошедший год. Игра может закончиться поражением в двух случаях: если авиакомпания несёт убытки в течение года и если закончилось время, отпущенное на сценарий (32 года, 128 ходов).
Карта мира позволяет игроку посмотреть подробную информацию о городах, расстояния между ними и маршруты авиакомпаний-конкурентов. В расположенном ниже карты меню доступны следующие опции:
- Открытие новых и изменение уже существующих авиалиний.
- Переговоры о получении слотов в аэропортах.
- Покупка и продажа самолётов.
- Изменение зарплат сотрудников авиакомпании (это авиатехники, работники в сфере рекламы и обслуживающий персонал).
- Маркетинг (позволяет организовывать рекламные кампании; рекламировать можно авиалинию, отель или авиакомпанию).
- Инвестиции — возможность построить отель в выбранном городе или работать с чартерными авиакомпаниями. Каждая чартерная авиакомпания имеет три самолёта и три авиалинии; игрок может либо просто играть на рынке, покупая акции этих компаний, либо купить чартерную авиакомпанию вместе с её самолётами и линиями.
- Совет директоров (игрок может получить от компьютера различные советы по стратегии действий на текущий момент).

В промежутках между ходами в мире могут происходить различные случайные события. Раз в четыре года проводятся Олимпийские игры, сопровождающиеся увеличением пассажирского трафика по всему миру, в особенности в направлении города, где они проходят. О том, в каком городе будут проводиться очередные игры, сообщается заранее. Также периодически проводятся всемирные выставки. Другие случайные события могут влиять на пассажирские перевозки и доходы авиакомпании как позитивно, так и негативно. Это могут быть курортный сезон, землетрясение, забастовка служащих авиакомпании и т. д. В игре присутствуют несколько реальных военных конфликтов — Шестидневная война, ирано-иракская война, война в Персидском заливе.

### Самолёты
Всего в игре представлены 20 типов самолётов, разделённых по четырём фирмам-производителям (это сделано в несколько упрощённом виде, например, Локхид L-1011 отнесён к фирме Макдоннел-Дуглас, чтобы не создавать отдельную фирму ради одного самолёта):
Боинг
| название      | количество мест | экономичность | расстояние | цена   | начало производства | завершение производства |
| ------------- | --------------- | ------------- | ---------- | ------ | ------------------- | ----------------------- |
| Боинг 707     | 202             | C             | 4310       | 47000  | 1957                | 1983                    |
| Боинг 727     | 189             | B             | 3750       | 41000  | 1967                | 1984                    |
| Боинг 737     | 168             | B             | 3250       | 38000  | 1967                |                         |
| Боинг 747     | 550             | E             | 8560       | 140000 | 1969                |                         |
| Боинг 747-400 | 660             | D             | 9370       | 153000 | 1988                |                         |
| Боинг 767     | 258             | B             | 8250       | 60000  | 1982                |                         |

Макдоннел-Дуглас (MDC)
| название      | количество мест | экономичность | расстояние | цена   | начало производства | завершение производства |
| ------------- | --------------- | ------------- | ---------- | ------ | ------------------- | ----------------------- |
| Дуглас DC-8   | 269             | B             | 5060       | 62000  | 1958                | 1972                    |
| Дуглас DC-9   | 139             | B             | 4060       | 30000  | 1965                |                         |
| Дуглас DC-10  | 380             | C             | 7430       | 93000  | 1970                | 1988                    |
| Дуглас MD-11  | 285             | B             | 8000       | 100000 | 1990                |                         |
| Локхид L-1011 | 400             | D             | 5680       | 98000  | 1970                | 1983                    |

Эйрбас
| название | количество мест | экономичность | расстояние | цена   | начало производства | завершение производства |
| -------- | --------------- | ------------- | ---------- | ------ | ------------------- | ----------------------- |
| A300     | 375             | B             | 5500       | 88000  | 1972                |                         |
| A310     | 280             | B             | 6000       | 63000  | 1982                |                         |
| A320     | 179             | A             | 4180       | 37000  | 1987                |                         |
| A330     | 375             | B             | 8000       | 112000 | 1992                |                         |
| Конкорд  | 100             | D             | 4120       | 150000 | 1969                |                         |

Марков
| название | количество мест | экономичность | расстояние | цена  | начало производства | завершение производства |
| -------- | --------------- | ------------- | ---------- | ----- | ------------------- | ----------------------- |
| Ил-62    | 195             | C             | 6250       | 35000 | 1963                | 1992                    |
| Ил-86    | 370             | E             | 2870       | 68000 | 1977                |                         |
| Ил-96    | 300             | C             | 6870       | 73000 | 1988                |                         |
| Ту-154   | 180             | B             | 4120       | 30000 | 1968                |                         |

Также есть фирма «Глобус», занимающаяся скупкой подержанных самолётов.
Каждый самолёт имеет четыре параметра: количество пассажирских мест, экономичность, дальность полёта, стоимость. Если авиакомпания игрока эксплуатирует большое число самолётов одного производителя, то при покупке у этого производителя предоставляется скидка. Когда игрок заказывает самолёты, то получает их не сразу, а в следующем квартале.
С течением времени появляются новые модели самолётов, а старые снимаются с производства. У каждой модели самолёта есть определённый год начала и окончания производства, причём это всегда происходит в январе (например, производство Боинг 727 заканчивается в январе 1984 года).
В условиях холодной войны невозможна покупка советских самолётов западными авиакомпаниями, как и покупка советской авиакомпанией зарубежных самолётов. Это ограничение снимается в конце 1980-х годов после начала перестройки в СССР и падения «железного занавеса».

## Сиквелы
В 1994 году была выпущена игра Aerobiz Supersonic, которая развивает идеи оригинальной Aerobiz. В ней добавлены новые города, самолёты (в том числе поршневые) и возможности, однако игровой процесс мало изменился.
В 1996 году вышла игра Aerobiz’96 для платформ Sega Saturn и PlayStation. За пределами Японии она не выпускалась.